# Tatumella
Genre
Tatumella est un genre de bacilles Gram négatifs de la famille des Erwiniaceae. Son nom fait référence au bactériologiste Harvey Tatum

## Taxonomie
Jusqu'en 2016 ce genre était compté parmi les Enterobacteriaceae auquel il était rattaché sur la base de critères phénotypiques. Depuis la refonte de l'ordre des Enterobacterales en 2016 par Adeolu et al. à l'aide des techniques de phylogénétique moléculaire, il a été déplacé vers la famille des Erwiniaceae nouvellement créée.

## Liste d'espèces
Selon la LPSN (26 octobre 2022) :
- Tatumella citrea (Kageyama et al. 1992) Brady et al. 2010
- Tatumella morbirosei Brady et al. 2010
- Tatumella ptyseos Hollis et al. 1982 – espèce type
- Tatumella punctata (Kageyama et al. 1992) Brady et al. 2010
- Tatumella saanichensis Tracz et al. 2015
- Tatumella terrea (Kageyama et al. 1992) Brady et al. 2010